# Aeroflot-Flug 11
Der Aeroflot-Flug 11 (Flugnummer: SU11) war ein regionaler Linienflug der Aeroflot von Semipalatinsk nach Abai in der Kasachischen Sozialistischen Sowjetrepublik. Am 10. Dezember 1960 wurde dieser Flug mit einer Antonow An-2T durchgeführt, die im Flug außer Kontrolle geriet und abstürzte. Bei dem Unfall kamen alle 12 Personen an Bord ums Leben.

## Maschine
Bei der betroffenen Maschine handelte es sich um eine Antonow An-2T aus sowjetischer Produktion, die zum Zeitpunkt des Unfalls noch keine drei Monate alt war. Die Maschine trug die Werksnummer 114547317 und die Modellseriennummer 145-17. Das Roll-Out erfolgte am 14. September 1960. Am 4. Oktober 1960 war die Maschine an die kasachische Abteilung der Aeroflot übergeben worden und erhielt bei dieser das Luftfahrzeugkennzeichen CCCP-33181. Das einmotorige Zubringerflugzeug mit STOL-Eigenschaften war mit einem Neunzylinder-Sternmotor des Typs Schwezow ASch-62IR ausgerüstet. Bis zum Zeitpunkt des Unfalls hatte die Antonow 149 Betriebsstunden absolviert.

## Passagiere, Besatzung und Gepäck
Den Flug von Semipalatinsk nach Abai hatten zehn erwachsene Passagiere angetreten. Es befand sich eine zweiköpfige Besatzung an Bord der Maschine, bestehend aus einem Flugkapitän und einem Ersten Offizier. Auf dem Regionalflug waren keine Flugbegleiter vorgesehen. Es befanden sich 106 kg Gepäck an Bord, das Startgewicht lag mit 4.945 kg innerhalb des Normbereichs.

## Wetter gemäß Bericht
Gemäß einem vor dem Abflug erhaltenen, indikativen (also unverbindlichen) Wetterbericht sollte es eine Wolkendecke aus Stratus- und Cumuluswolken in 600 bis 1.000 Metern Höhe geben, gepaart mit Schneefall und einem Nordwestwind mit Windgeschwindigkeiten von 35–45 km/h. Die Sichtweiten sollten vier bis sechs Kilometer betragen.

## Flugverlauf und Unfallhergang
Um 8:10 Uhr Ortszeit wurde der Kapitän der Maschine zusammen mit anderen Piloten der Fluggesellschaft über die meteorologischen Bedingungen entlang der geplanten Flugroute unterrichtet. Die Gültigkeit des Wetterberichtes erstreckte sich von 8:30 Uhr bis 9:30 Uhr Ortszeit, wobei diese Wetterprognose im Flugplan als „indikativ“ angegeben wurde. Als der Kapitän den Flugplan einreichte, verweigerte der diensthabende Fluglotse die Starterlaubnis, da das Formular unter einem anderen Namen geschrieben war und es nicht der für den Flug erforderlichen Gültigkeitsdauer der Wetterprognose entsprach. Der Dienstleiter wurde daraufhin hinzugerufen. Dieser erkannte zwar den Vermerk auf dem Wetterbericht, leitete aber daraufhin keine Maßnahmen ein, um einen gültigen Wetterbericht anzufordern. Vielmehr traf er die Entscheidung, den Piloten ohne gültige Wettervorhersage im Flugplanformular für den Flug zuzulassen.
Die einmotorige Maschine startete um 9:17 Uhr Ortszeit in Semipalatinsk. Der Flug wurde unter schwierigen Wetterbedingungen durchgeführt, die sich unterwegs noch weiter verschlechterten. Der Kapitän hatte die Maschine nach dem Start auf eine Flughöhe von 650 Metern steigen lassen und befand sich in stetem Austausch mit der Flugsicherung. Er meldete, dass die Sichtweiten zwei bis vier Kilometer betrugen. In einer Entfernung von 45 Kilometern vom Flughafen Semipalatinsk meldete er Sichtweiten von zwei Kilometern. Die Flugsicherung forderte den Flugkapitän daraufhin, nach 15 Minuten Flugzeit und damit zwei Minuten nach Ablauf der Gültigkeit des Wetterberichts, dazu auf, zum Startflughafen umzukehren, da ein sicherer Flug unter den vorherrschenden meteorologischen Bedingungen nicht zu bewerkstelligen war. Um 9:36 Uhr Ortszeit brach der Funkkontakt zur Maschine ab.

## Unfalluntersuchung
Nachdem der Funkkontakt mit der Maschine verloren gegangen war, begann die Suche nach dem Wrack. Dieses wurde um 13:03 Uhr Ortszeit in 45 Kilometern Entfernung auf einem Kurs von 186 Grad vom Flughafen Semipalatinsk in der Nähe der Ortschaft Repinka gefunden.
Als unmittelbare Unfallursache konnte ein plötzlicher Geschwindigkeitsverlust und Strömungsabriss an der Maschine nach einem Verlust der vertikalen Steuerbarkeit festgestellt werden. Dieses Ereignis sei eingetreten, nachdem der Schwerpunkt der Flugzeugs im Flug über 40–42 % nach hinten verschoben wurde. Zu dieser fehlerhaften Gewichtsverteilung sei es gekommen, nachdem mehrere Passagiere in den hinteren Bereich der Maschine gegangen waren, wo sich die Toilette befand. Entsprechende Spuren an den Strukturelementen des Heckteils sowie des Leitwerks stützten diese Erkenntnis. Als der Anstellwinkel der Maschine sich zu erhöhen begann, könnte der Rest der Passagiere aufgrund einer unzureichend zuverlässigen Fixierung der Sitze und fehlender Sicherheitsgurte in den hinteren Kabinenteil gerutscht sein. Darüber hinaus könnte der Flug der Umkehrkurve für die Rückkehr nach Semipalatinsk zum Strömungsabriss beigetragen haben. Die Besatzung konnte die hecklastige Maschine nach dem Geschwindigkeitsverlust in einer relativ geringen Höhe von etwa 500 Metern nicht mehr aus dem Strömungsabriss abfangen. Dies wurde auch durch die eingeschränkte Sicht und den wetterbedingt nicht deutlich erkennbaren Horizont unter Whiteoutbedingungen erschwert.
Als Hauptursache für den Unfall wurde die schlechte Organisation und Abfertigung des Fluges am Flughafen Semipalatinsk identifiziert, wodurch eine Startfreigabe und ein Abflug der Maschine möglich wurden, obwohl keine gültige Wettervorhersage für die Flugstrecke und den Zielflughafen vorlag. Zu den beitragenden Faktoren wurde die schlechte meteorologische Beratung am Flughafen Semipalatinsk gezählt, da ein Wetterbericht veröffentlicht wurde, der ein Wetter prognostizierte, das oberhalb der Wetterminima lag, was nicht den faktischen Gegebenheiten entlang der Flugstrecke entsprach. Ferner wurde die mangelhafte Zusammenarbeit zwischen dem Zivilluftfahrt-Wetterdienst AMSG und der Flugsicherung in Semipalatinsk moniert ebenso wie die schwache meteorologische Infrastruktur zur Bestimmung von Wetterprognosen für die Region um Semipalatinsk.